# SMS Zähringen
SMS Zähringen là một thiết giáp hạm tiền-dreadnought thuộc lớp Wittelsbach của Hải quân Đế quốc Đức. Nó được đặt lườn tại xưởng tàu Germaniawerft ở Kiel vào năm 1899; được hạ thủy vào ngày 12 tháng 6 năm 1901 và đưa ra hoạt động vào ngày 25 tháng 10 năm 1902. Nó cùng với các tàu chị em Wittelsbach, Wettin, Schwaben và Mecklenburg là những tàu chiến chủ lực đầu tiên được chế tạo theo nội dung của Luật Hải quân năm 1898, được đề xướng bởi Đô đốc Alfred von Tirpitz.
Zähringen đã hoạt động cùng Hải đội Chiến trận một trong hầu hết quãng đời phục vụ. Con tàu nhanh chóng bị lạc hậu do sự ra đời của những tàu chiến "toàn-súng-lớn" mới, và kết quả là nó chỉ phục vụ không đầy tám năm trước khi được cho xuất biên chế vào ngày 21 tháng 9 năm 1910. Sau khi Chiến tranh Thế giới thứ nhất bùng nổ vào tháng 8 năm 1914, nó được huy động phục vụ trở lại cùng Hải đội Chiến trận 4. Con tàu chỉ có những hoạt động giới hạn tại biển Baltic chống lại lực lượng Hải quân Nga, nhưng mối đe dọa của tàu ngầm Anh đã buộc con tàu phải rút lui vào năm 1916.
Zähringen được cải biến thành một tàu mục tiêu vào năm 1917 cho thời gian còn lại của chiến tranh. Vào giữa những năm 1920, nó được tái cấu trúc đáng kể và được trang bị để sử dụng như một tàu mục tiêu điều khiển bằng vô tuyến. Zähringen phục vụ trong vai trò này cho đến năm 1944, khi nó bị máy bay ném bom của Không quân Anh đánh đắm tại Gotenhafen. Quân đội Đức đang rút lui cho nổi con tàu và đưa nó đến cửa ra vào cảng rồi đánh đắm nó lần nữa để chặn lối ra vào. Xác tàu đắm được tháo dỡ tại chỗ trong những năm 1949-1950.

## Thiết kế và chế tạo
Zähringen được đặt lườn vào tháng 11 năm 1899 tại xưởng tàu Germaniawerft của hãng Friedrich Krupp ở Kiel. Nó được đặt hàng dưới cái tên tạm thời "E" trong hợp đồng như là một đơn vị mới của hạm đội. Con tàu là thành viên của một lớp thiết giáp hạm mới được chế tạo dưới sự chỉ đạo của Đô đốc Alfred von Tirpitz, theo những điều khoản của Đạo luật Hải quân Đức thứ nhất năm 1898. Zähringen được hạ thủy vào ngày 12 tháng 6 năm 1901 và đưa ra hoạt động vào ngày 25 tháng 10 năm 1902.
Con tàu có chiều dài chung 126,8 m (416 ft), mạn thuyền rộng 22,8 m (75 ft), và độ sâu của mớn nước là 7,95 m (26,1 ft) ở phía trước và 8,04 m (26,4 ft) phía sau. Nó được đẩy bởi hệ thống động lực gồm ba động cơ hơi nước ba buồng bành trướng đặt dọc dẫn động ba trục chân vịt. Hơi nước được cung cấp bởi sáu nồi hơi Thornycroft và sáu nồi hơi hình trụ ngang. Zähringen có công suất thiết kế là 14.000 ihp (10.000 kW), cho phép đạt được tốc độ tối đa 18 hải lý trên giờ (33 km/h; 21 mph).
Dàn hỏa lực của Zähringen bao gồm một dàn pháo chính với bốn khẩu hải pháo 24 cm (9,4 in)/40 caliber bố trí trên hai tháp pháo nòng đôi, một phía trước và một phía sau của cấu trúc thượng tầng. Dàn pháo hạng hai của nó có mười tám khẩu hải pháo 15 cm (5,9 in) SK L/40 cùng mười hai khẩu pháo 8,8 cm (3,5 in) SK L/30 bắn nhanh, được hoàn thiện với sáu ống phóng ngư lôi 45 cm (17,7 in), tất cả được đặt trên các bệ xoay bên trên mực nước.

## Lịch sử hoạt động

### Hải quân Đế quốc Đức
Khi được đưa ra hoạt động vào tháng 10 năm 1902, Zähringen được phân về Hải đội 1 của Hạm đội Chiến trận. Đến năm 1905, hạm đội Đức được tái tổ chức thành hai hải đội thiết giáp hạm; Zähringen được phân về Đội 1 của Hải đội 1, có sự tham gia của các con tàu chị em Wettin và Wittelsbach. Hạm đội Đức lúc đó còn có thêm một đội ba chiếc của Hải đội 1 và hai đội ba chiếc khác của Hải đội 2; chúng được hỗ trợ bởi một hải đội trinh sát bao gồm hai tàu tuần dương bọc thép và sáu tàu tuần dương bảo vệ.
Deutschland, lớp thiết giáp hạm mạnh nhất mà Đức từng chế tạo, bắt đầu được đưa ra hoạt động vào năm 1907. Việc này đã cung cấp cho hải quân đủ tàu chiến để hình thành một hải đội thứ hai đầy đủ sức mạnh bao gồm tám chiếc. Hạm đội được đổi tên thành Hạm đội Biển khơi (Hochseeflotte).
Vào ngày 21 tháng 9 năm 1910, Zähringen được cho xuất biên chế để đưa về lực lượng dự bị, trong khi thủy thủ của nó được chuyển sang chiếc thiết giáp hạm dreadnought mới Rheinland, vốn vừa được hoàn tất. Vào năm 1912, Zähringen và các tàu chị em được cho hoạt động trở lại như là Hải đội 3 của Hạm đội Biển khơi nhằm tăng cường lực lượng đủ cho cuộc thực tập cơ động hạm đội hàng năm tại Bắc Hải. Cuộc tập trận được bắt đầu vào ngày 2 tháng 9, được tiến hành tại khu vực giữa Wilhelmshaven, Helgoland và Cuxhaven. Trong khi cơ động về phía Tây Nam Helgoland vào ngày 14 tháng 9 năm 1912, Zähringen vô tình húc phải tàu phóng lôi G171, khiến nó bị cắt vỡ làm đôi và chìm nhanh chóng. Sáu thủy thủ đã chết theo tàu và một người thứ bảy qua đời sau khi được kéo lên khỏi biển.
Đến năm 1914, Zähringen và các tàu chị em được cho xuất biên chế và đưa về lực lượng dự bị. Tuy nhiên, sau khi Chiến tranh Thế giới thứ nhất nổ ra vào tháng 8 năm 1914, chúng được huy động trở lại trong thành phần Hải đội Chiến trận 4 dưới quyền chỉ huy của Phó đô đốc Ehrhard Schmidt. Bắt đầu từ ngày 3 tháng 9 năm 1914, Hải đội Chiến trận 4, có sự hỗ trợ của tàu tuần dương bọc thép Blücher, bắt đầu một cuộc càn quét vào biển Baltic. Chiến dịch kéo dài cho đến ngày 9 tháng 9 nhưng không lôi kéo được các đơn vị Hải quân Nga vào cuộc xung đột. Vào tháng 5 năm 1915, Hải đội Chiến trận 4, kể cả Zähringen, được điều sang hỗ trợ cho Lục quân Đức tại khu vực biển Baltic. Zähringen và các tàu chị em sau đó đặt căn cứ tại Kiel.
Vào ngày 6 tháng 5, các con tàu thuộc Hải đội 4 được giao nhiệm vụ hỗ trợ cho cuộc tấn công chiếm đóng Libau. Zähringen cùng các tàu khác chiếm lấy vị trí ngoài khơi Gotland nhằm đánh chặn mọi tàu tuần dương Nga tìm cách ngăn cản cuộc đổ bộ; tuy nhiên phía Nga đã không hoạt động. Đến ngày 10 tháng 5, sau khi lực lượng tấn công đã tiến vào Libau, các tàu ngầm Anh E1 và E9 đã phát hiện Hải đội 4, nhưng ở khoảng cách quá xa không thể tấn công chúng. Zähringen cùng các con tàu chị em đã không có mặt trong thành phần hạm đội Đức tham gia tấn công vịnh Riga vào tháng 8 năm 1916 do thiếu hụt lực lượng hộ tống. Sự tăng cường hoạt động của các tàu ngầm Anh đã buộc phía Đức phải phân bổ thêm tàu khu trục hộ tống để bảo vệ cho các tàu chiến chủ lực.
Đến năm 1916, mối đe dọa của tàu ngầm đối phương tại biển Baltic buộc Hải quân Đức phải rút những chiếc lớp Wittelsbach đã lạc hậu khỏi các hoạt động ở tuyến đầu. Zähringen thoạt tiên hoạt động như một tàu huấn luyện tại Kiel. Vào năm 1917, nó được sử dụng như một tàu huấn luyện thợ đốt lò, rồi trở thành một tàu mục tiêu.

### Hải quân Cộng hòa và Hải quân Đức Quốc xã
Vào tháng 4 năm 1919, Zähringen neo đậu tại cảng Danzig; nó được cho xuất biên chế nhưng vẫn giữ lại dàn vũ khí. Căn cứ theo các điều khoản của Hiệp ước Versailles, Zähringen và các tàu chị em phải được giải giới, nhưng được giữ lại cùng với Hải quân Đức được tái thành lập sau khi chiến tranh trong những vai trò phụ trợ. Zähringen vì vậy được rút khỏi Đăng bạ Hải quân vào ngày 11 tháng 3 năm 1920, được tháo bỏ vũ khí và sử dụng như một lườn tàu tại Wilhelmshaven cho đến năm 1926.
Trong những năm 1927-1928, Hải quân Đức tái cấu trúc lại nó thành một tàu mục tiêu điều khiển bằng vô tuyến. Hệ thống động lực được đại tu, thay thế một cặp động cơ hơi nước ba buồng bành trướng đặt dọc, và được cung cấp hơi nước từ hai nồi hơi hải quân đốt dầu. Hệ thống được thiết kế để vận hành từ xa bằng điện tín vô tuyến. Hệ thống động lực mới cho phép nó đạt vận tốc tối đa 13,5 kn (25,0 km/h; 15,5 mph). Cấu trúc thượng tầng cũng được cắt bớt, lườn tàu được chất đầy gỗ bần. Khi công việc cải biến hoàn tất, Zähringen có trọng lượng choán nước 11.800 tấn (11.600 tấn Anh; 13.000 tấn Mỹ). Khi không sử dụng như một mục tiêu, thủy thủ đoàn của nó bao gồm 67 người. Nó đã phục vụ như tàu mục tiêu thực tập tác xạ cho Hải quân Cộng hòa Đức, và sau đó là Hải quân Đức Quốc xã, cùng với chiếc thiết giáp hạm cũ Hessen.
Vào ngày 18 tháng 12 năm 1944, chiếc tàu chiến cũ bị trúng bom trong một cuộc không kích của Không quân Hoàng gia Anh xuống Gotenhafen (nay là Gdynia), và bị đắm ở vùng nước nông. Zähringen được tạm thời cho nổi lên và kéo về cảng, nơi nó lại được cho đánh đắm để ngăn chặn lối ra vào cảng vào ngày 26 tháng 3 năm 1945. Xác tàu đắm được cho tháo dỡ tại chỗ, bắt đầu từ năm 1949; công việc kéo dài cho đến năm 1950.